# Kōya Nishikawa
Pour les articles homonymes, voir Nishikawa (homonymie).
Kōya Nishikawa (西川 公也, Nishikawa Kōya) est un homme politique japonais né le 26 décembre 1942 à Ujiie (actuellement Sakura), dans la préfecture de Tochigi. Membre du Parti libéral-démocrate, il est nommé ministre de l'Agriculture, des Forêts et de la Pêche par Shinzō Abe lors du remaniement ministériel du 3 septembre 2014 et est reconduit au même poste au sein du 97e Cabinet entre le 24 décembre 2014 et le 23 février 2015.